# Nationaal Park Beringia
Nationaal Park Beringia (Russisch: Национальный парк Берингия) is gelegen in de autonome okroeg Tsjoekotka in het uiterste noordoosten van Rusland. De oprichting tot nationaal park vond plaats op 17 januari 2013 per decreet (№ 3/2013) van de regering van de Russische Federatie. Het nationaal park omvat vijf verschillende deelgebieden die uniek zijn qua culturele en natuurlijke eigenschappen. De gezamenlijke oppervlakte van de deelgebieden is 18.194,54 km².

## Doel van oprichting
Nationaal Park Beringia werd opgericht met als doel:
- Het milieu en de landschappen te beschermen.
- Het behouden van culturele en historische archeologische monumenten.
- Het stellen van voorwaarden voor ecotoerisme en recreatie zodat het ecosysteem in balans blijft.
- Het ontwikkelen en in gebruik nemen van beschermingsmethoden.
- Het organiseren van natuureducatie.

## Flora en fauna
Nationaal Park Beringia ligt op het kruispunt van twee continenten en was tijdens de laatste ijstijd direct verbonden met Noord-Amerika via de Beringlandbrug. De Beringlandbrug heeft grote invloed gehad op de verspreiding en het trekgedrag van dieren. Zo leven hier vogelsoorten als Canadese kraanvogel (Grus canadensis), grijswangdwerglijster (Catharus minimus) en keizergans (Chen canagica). Dit zijn hoofdzakelijk Noord-Amerikaanse vogelsoorten die nog altijd naar het Tsjoektsjenschiereiland trekken om te broeden. Tegenwoordig worden Tsjoekotka en Alaska van elkaar gescheiden door de Beringstraat. Vanwege de unieke ligging vindt men op het Tsjoektsjenschiereiland veel relicten en endemische plant- en diersoorten.

## Deelgebieden
Nationaal Park Beringia bestaat uit vijf clusters:

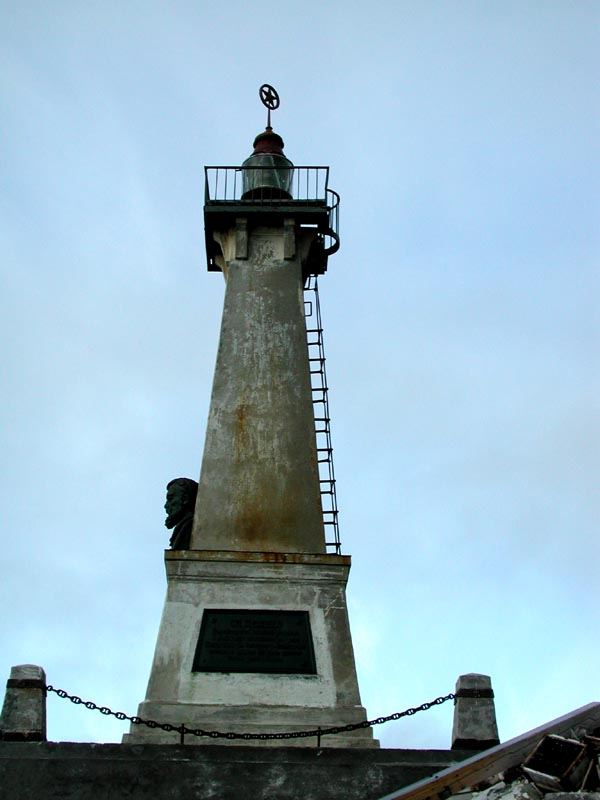
Obelisk op Kaap Dezjnjov.

- Koljoetsjinski (Колючинский) - Koljoetsjinski is het meest afgelegen, meest noordelijke en ook het grootste deelgebied van Nationaal Park Beringia. Het grootste deel van het gebied wordt gevormd door de Koljoetsjinbaai en de omringende toendragebieden. Op de Serych Goesej-eilanden en Beljakov-schoorwal broedt de met uitsterven bedreigde lepelbekstrandloper (Eurynorhynchus pygmeus), een soort die alleen broedt in het uiterste noordoosten van Rusland.[2][4][5]

- Tsjegitoenski (Чегитунский) - Tsjegitoenski is gelegen ten noorden van het districtscentrum Lavrentia en bestaat uit een combinatie van rotsachtige steile kustwanden, de riviermonding van de Tsjegitoen en bergachtige gebieden.[5] Er komen veel diersoorten voor die aangepast zijn aan arctische omstandigheden. Er zijn 43 vogelsoorten vastgesteld aan de beneden- en bovenloop van de Tsjegitoen. Onder de meest algemene soorten bevinden zich de pijlstaart (Anas acuta), ijseend (Clangula hyemalis), alaskastrandloper (Calidris mauri), kleine strandloper (Calidris minuta) en Aziatische goudplevier (Pluvialis fulva). Verspreid over de vallei leven Canadese kraanvogels en moerassneeuwhoenders (Lagopus lagopus). Andere veelvoorkomende vogels zijn de ruigpootbuizerd (Buteo lagopus), petsjorapieper (Anthus gustavi) en noordse boszanger (Phylloscopus borealis). Tsjegitoenski wordt daarnaast bewoond door zoogdieren als arctische grondeekhoorn (Spermophilus parryii), noordelijke fluithaas (Ochotona hyperborea) en witte wolf (Canis lupus albus). Langs de middenloop van de rivier Tsjegitoen leeft ook het korjaksneeuwschaap (Ovis nivicola koriakorum).[6]

- Dezjnjovski (Дежнёвский) - Dezjnjovski is gelegen in het uiterste noordoosten van Eurazië, ten noordoosten van het districtscentrum Lavrentia. Het symbool van het gebied is Kaap Dezjnjov, vernoemd naar Semjon Dezjnjov, die die kaap ontdekte in 1648.[5] Op de kliffen van Dezjnjovski broeden kolonievogels als drieteenmeeuw (Rissa tridactyla), zeekoet (Uria aalge), kortbekzeekoet (Uria lomvia), gehoornde papegaaiduiker (Fratercula corniculata) en kuifpapegaaiduiker (Fratercula cirrhata).[6]

- Metsjigmenski (Мечигменский) - Metsjigmenski ligt in de Koljoetsjinskaja-Metsjigmendepressie en bestaat uit riviervalleien, toendra en in het zuidwesten ook bergketens. Bijzondere natuurlijke en culturele elementen in Metsjigmenski zijn enkele thermale bronnen, de Atyljatkenschoorwal, Kaap Chaljoeskin, oude nederzettingen, ceremoniële walvisbotten en menhirs.[7] Rondom de Metsjigmenbaai broedt zelfs de zeldzame lepelbekstrandloper. Algemenere steltlopers zijn de Bairds strandloper (Calidris bairdii) en beringstrandloper (Calidris bairdii). De baai is ook een belangrijke pleisterplaats voor ruiende keizerganzen, sneeuwganzen (Chen caerulescens), eiders (Somateria mollissima), brileiders (Somateria fischeri) en koningseiders (Somateria spectabilis). De laatstgenoemde is hier het meest algemeen.[6]

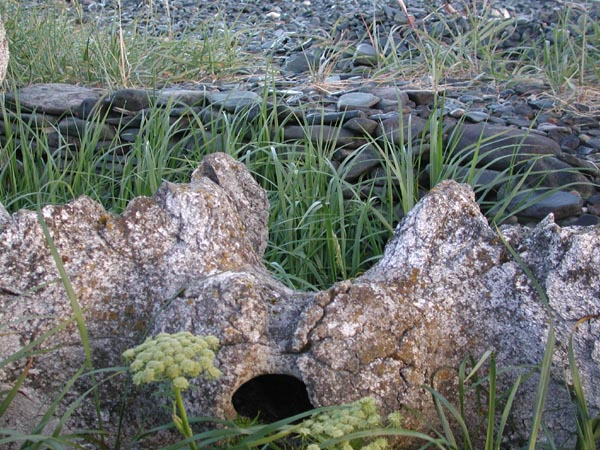
Een vleeskuil; onderdeel van het oude Eskimoheiligdom op Itygran.

- Providenski (Провиденский) - Providenski bestaat uit drie clusters die gelegen zijn in het zuiden van het Tsjoektsjenschiereiland en de eilanden Itygran en Arakamtsjetsjen. Het gebied bestaat uit bergketens, fjorden, enkele thermale bronnen en in de Straat Senjavin zijn dertien kliffen met vogelkolonies aanwezig.[5] Deze worden gedomineerd door zeekoeten en drieteenmeeuwen. Ook de best bekende papegaaiduikerkolonies van het Russische Verre Oosten bevinden zich in Providenski. Zo broeden de gehoornde papegaaiduiker en kuifpapegaaiduiker vooral op de eilanden Merkinkan en Atsjinkinkan.[6] De Straat Senjavin is bovendien een belangrijk foerageergebied voor grijze walvissen (Eschrichtius robustus) en een klein aantal beloega's (Delphinapterus leucas).[8][6] Culturele monumenten in Providenski zijn archeologische complexen van oude nederzettingen. Op het eiland Itygran is de zogenaamde "Walvislaan" te vinden, een oud heiligdom van Eskimo's met walvisbotten, vleeskuilen, menhirs en andere resten die mogelijk ongeveer 600 jaar oud zijn.[7][9][10]